# Lexnet

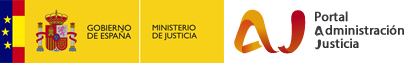

Lexnet és un sistema de gestió de notificacions telemàtiques des dels jutjats als professionals de la justícia (advocats i procuradors) usat en l'Administració de Justícia espanyola. Lexnet interopera amb Minerva i Cicerone (Comunitat Valenciana), sistemes de Gestió Processal dels jutjats promogut pel Ministeri de Justícia espanyol. El seu ús es basa en l'ús d'un programa similar a un sistema de correu webmail que permet, prèvia identificació amb certificat i signatura electrònica amb una targeta criptogràfica, enviar notificacions a professionals des dels jutjats amb efectes legals plens.
El sistema Lexnet ha inclòs posteriorment altres col·lectius com ara l'Advocacia de l'Estat i els graduats socials i ha ampliat les seves funcionalitats perquè els professionals puguin enviar escrits als jutjats i els procuradors puguin comunicar-se trasllats de còpies entre si.
Lexnet també ofereix interoperabilitat amb altres sistemes de gestió processal de les comunitats autònomes amb competències de justícia transferida. El 2010 i 2011 es renovà Lexnet per a oferir més prestacions, senzillesa d'ús i escalabilitat.
El seu ús es regula en el Reial decret 84/2007, de 26 de gener, sobre implantació en l'Administració de justícia del sistema informàtic de telecomunicacions Lexnet per a la presentació d'escrits i documents, el trasllat de còpies i la realització d'actes de comunicació processal per mitjans telemàtics.
Encara que LexNet és l'aplicació mateixa de notificacions telemàtiques, el procés de notificació des dels jutjats als professionals es desenvolupa en dues fases.
1. En un primer pas, es generen les notificacions des del Sistema de Gestió Processal de l'Òrgan Judicial (generalment, Minerva).
2. Una vegada generades les notificacions i després d'haver estat signades pel Secretari Judicial, s'accedeix a la bústia de LexNet per a enviar les notificacions.

Si bé en el primer pas no és necessari usar la targeta criptogràfica, en la segona part, atès que s'han de signar les notificacions esmentades, s'ha d'inserir la targeta prèviament en el lector. Una vegada enviades als professionals (procuradors i advocats), quedarà un justificant de recepció que donarà prova fefaent amb tots els efectes legals del lliurament de la notificació.
El sistema que va començar a funcionar l'any 2004:
- compta amb més de 52.000 usuaris;
- és utilitzat en més de 3.500 òrgans judicials;
- i ha permès intercanviar més de 160.000.000 de comunicacions.

Lexnet, tal com el seu nom indica (la llei a la xarxa), pretén estendre gran part dels serveis que ofereix l'administració de justícia a través d'Internet, fent que aquests siguin accessibles des de qualsevol part i a qualsevol moment.
En l'actualitat el sistema permet:
- l'intercanvi segur d'informació;
- l'ús de signatura electrònica reconeguda;
- accés via web;
- funcionament 24x7 (24 hores els set dies de la setmana);
- estalvi de paper;
- immediatesa en les comunicacions.

Quant als usuaris que actualment estan utilitzant el sistema són:
- òrgans judicials i oficines de registre i repartiment (secretaris judicials);
- procuradors i Col·legi de Procuradors;
- Cos Superior d'Advocats de l'Estat (o Advocacia de l'Estat);
- advocacies dependents del Cos Superior d'Advocats de l'Estat (FOGASA, INEM, AEAT i Consorci);
- advocacia comunitat;
- advocacia SJSS;
- fiscalies;
- advocats;
- graduats socials.

## Problemes
Lexnet té un historial de problemes considerable, especialment quan ha treballat en cooperació amb altres sistemes judicials com Minerva

### Component ActiveX el 2011
El principal problema de la versió de 2011 és que per dur a terme el procés de signatura de la comunicació per qui l'envia, utilitza un binari ActiveX (nadiu de determinades versions del sistema operatiu Windows i d'Internet Explorer) que s'ha d'executar en local a l'ordinador de l'usuari. Aquest fet planteja problemes d'evolució de la infraestructura informàtica, de falta d'interoperabilitat amb altres plataformes client com puguin ser MacOS o Linux, amb altres navegadors com Firefox, Opera, Safari i Chrome/Chromium, i fins i tot algunes versions de l'Internet Explorer de Microsoft. Tot això amb la impossibilitat que el seu ús pugui ser automatitzat per altres serveis informàtics, a manera de servei web, sense la intervenció d'un usuari per efectuar a mà la remissió de l'escrit, ja que generalment aquests escrits ja venen signats per l'usuari autoritzat (jutge, secretari, etc.) d'una altra aplicació, com per exemple la del sistema processal.

És per això que el sistema Lexnet, el març de 2011, i a causa d'aquest ús de components ActiveX (i, per tant, la seva dependència del navegador i sistema operatiu de Microsoft), no complia amb el que recullen els articles 5 i 6 de l'annex IV del Reial decret 84/2007 (BOE número 38 de 13 de febrer de 2007), que estableix el següent:
| «                      | Cuando el acceso se produzca a través de páginas web, para el uso del sistema, el interesado podrá utilizar un navegador Web que cumpla la especificación W3C HTML 4.01 o superior o a través de estándares abiertos i estándares internacionalmente reconocidos, de los que se dará publicidad en la página web www.justicia.es. | » |
| — Real Decreto 84/2007 | |   |

Això, a més, permet deduir que l'actual implementació de Lexnet no complirà el futur Esquema Judicial d'Interoperabilitat i Seguretat (EJIS, a data de 2011-02-02 encara en desenvolupament), i que d'altra banda tampoc compleix amb els Esquemes Nacionals d'Interoperabilitat i Seguretat ni la Llei 11/2007 en els quals es basa el desenvolupament del EJIS.[cita 
D'altra banda, hi ha testimoniatges professionals que el funcionament de l'aplicació no és correcte quan no aconsegueix lliurar la comunicació telemàtica al seu destinatari final, i que pot ocasionar greus problemes jurídics.

### Nou Lexnet
Per absorbir el creixement exponencial que ha experimentat Lexnet en els últims anys, el Ministeri de Justícia va desenvolupar un nou sistema LexNet (migrando de C windows a Java amb applets i aplicació de servidor) suportat per una nova arquitectura més potent i escalable i per una nova versió de l'aplicació que millora la interfície d'usuari i permet un ús més eficient i la seva futura extensió a un major nº de plataformes. La implantació, s'emmarca dins del Pla de Modernització de l'Administració de Justícia 2009-2012.

### Incidències posteriors
La integració de Lexnet amb altres sistemes es va anar executant entre 2011 i 2015 amb nombroses incidències que van bloquejar jutjats per tot Espanya, els principals problemes es presentarien a partir de l'1 de gener de 2016, moment en el qual es pretenia que fos obligatori presentar notificacions exclusivament per Lexnet. No obstant això a causa d'incidències en la plataforma aquesta decisió es va haver de posposar entre 3 i 4 mesos segons la CCAA.
El juliol de 2017, una fallada greu de permisos donà accés durant hores a advocats i procuradors als casos judicials de la resta de professionals en el sistema.